# Tachyphyle fuscicosta
Tachyphyle fuscicosta är en fjärilsart som beskrevs av W. Warren 1909. Tachyphyle fuscicosta ingår i släktet Tachyphyle och familjen mätare. Inga underarter finns listade i Catalogue of Life.